# Piété populaire
La piété populaire, ou religiosité populaire, est l'expression visible de la ferveur des fidèles d'une religion. Elle repose à la fois sur la liturgie habituelle et sur des traditions et des rites parfois locaux, voire folkloriques. 
Sur le plan théologique, en particulier dans le catholicisme, ce type de piété se définit comme une manifestation de la religiosité plutôt que de la religion proprement dite, dans la mesure où elle n'est pas directement inspirée par la Bible ni par le dépôt de la foi. Tolérée par l'Église catholique, souvent encouragée, elle est distincte de la superstition et de l'hérésie. Que son image soit celle, ambiguë, de « la foi des simples », ou celle, plus positive, d'« une chance pour l'évangélisation », elle revêt diverses formes telles que la récitation du rosaire, la participation à des pèlerinages ou à des processions, le culte des reliques, la croyance en des révélations privées, la confiance envers des médailles miraculeuses, les prières à un saint protecteur ou à un ange gardien.

## Histoire

### Vatican II
Le concile Vatican II, dans la section 13 de la constitution Sacrosanctum Concilium sur la liturgie (décembre 1963) et la section 67 de la constitution dogmatique Lumen gentium sur l'Église (novembre 1964), définit les Exercices de piété du peuple chrétien (en latin : Pia populi christiani exercitia) comme des formes de culte : pèlerinages, processions, dévotions et autres témoignages. Contrairement à la messe et à la liturgie des Heures, ils n'appartiennent pas à la liturgie catholique, mais l'Église recommande aux fidèles d'y participer, car ces exercices servent à l'approfondissement et à la consolidation de la foi, et aident à mener une vie chrétienne.

### LeDirectoire sur la piété populaire et la liturgie
Le Directoire sur la piété populaire et la liturgie a été publié par le Vatican le 9 avril 2002.

### Ouvrages
- Nicolas Balzamo, Les Êtres artificiels, Paris, éditions du Cerf, 2021, 236 p.
- Jakob Baumgartner (éd.), Wiederentdeckung der Volksreligiosität, Pustet Verlag, Regensburg, 1979 ISBN  (ISBN 978-3-7917-0581-1)
- Albrecht Brukardt (dir.), L'Économie des dévotions. Commerce, croyances et objets de piété à l'époque moderne, Presses universitaires de Rennes, 2018
- Gilles Drouin (dir.), Liturgie de pèlerinage et piété populaire, Salvator, 2018
- Maximilien de La Martinière, La Piété populaire, une chance pour l’évangélisation, Médiaspaul, 2019
- Jean-Michel Leniaud, La Révolution des signes : l'art à l'église, 1830-1930, Éditions du Cerf, 2007, 428 p. (ISBN 978-2-204-08184-9)
- Juan Carlos Scannone, sj, La Théologie du peuple. Racines théologiques du pape François, Namur /Paris, Lessius, 2017, 272 p.
- Ralph Weimann (éd.), Volksfrömmigkeit : alter Zopf oder verkannte Chance? Fe-Medienverlag, Kißlegg, 2023  (ISBN 978-3-86357-391-1)

### Articles et documents en ligne
- Agence de presse internationale catholique, « Rome: Présentation du Directoire sur la piété populaire et la liturgie », 9 avril 2002
- Michael P. Carroll, Catholic cults and devotions, 1989  (ISBN 0-7735-0693-4)
- Florence Chatel, « La piété populaire est un lieu théologique », La Croix, 23 novembre 2023
- Conférence des évêques de France, « Les dévotions populaires »
- Congrégation pour le culte divin et la discipline des sacrements, « Directoire sur la piété populaire et la liturgie : principes et orientations », Cité du Vatican, décembre 2001
- Gilles Donada, « La piété populaire attire ceux qui sont loin de l’Église », La Croix, 20 octobre 2022
- Alessandro Gisotti, « Les papes et la piété populaire : la foi des simples, un atout pour l’Église », Vatican News, 30 novembre 2020
- Bert Groen, « Le juste milieu ? Le Directoire romain sur la piété populaire et la liturgie », revue Lumen Vitae, 2007/3, volume LXII, p. 305-324
- Gregory Hanlon, « Piété populaire et intervention des moines dans les miracles et les sanctuaires miraculeux en Agenais-Condomois au XVIIe siècle », Annales du Midi, 1985, 97-170,  p. 115-127
- Paul Hugger, « Piété populaire », Dictionnaire historique de la Suisse, 27 décembre 2014
- Véronique Lecaros, « La piété populaire, école de vie », Choisir, 16 mai 2022
- Creômenes Maciel, « La piété populaire : spiritualité périphérique ou périphérie spirituelle ? », Christus n° 259, juillet 2018
- Ghislain de Montalembert, « Pèlerinages, processions : enquête sur le grand retour de la piété populaire », Le Figaro Magazine, 9 août 2024
- Carole Pirker, « Le culte des images, entretien avec Nicolas Balzamo », Choisir, 1er mars 2022
- Philippe Rouillard, osb, « Pourquoi un Directoire sur la piété populaire et la liturgie ? », Esprit et Vie, 2002
- Gustave Thils, « La "religion populaire" : approches, définition », Revue théologique de Louvain, 1977/8-2,  p. 198 sq
- André Vauchez, « Antisémitisme et canonisation populaire : saint Werner ou Vernier († 1287), enfant martyr et patron des vignerons », Comptes rendus des séances de l'académie des Inscriptions et Belles-Lettres, 1982,  126-1,  p. 65-79